# Keita Ishii
Keita Ishii (japanisch 石井 圭太 Ishii Keita; * 22. Juni 1995 in der Präfektur Kanagawa) ist ein japanischer Fußballspieler.

## Karriere
Ishii erlernte das Fußballspielen in der Jugendmannschaft von Yokohama FC. Hier unterschrieb er 2014 auch seinen ersten Profivertrag. Der Verein aus Yokohama spielte in der zweiten japanischen Liga, der J2 League. Für den Verein absolvierte er vier Ligaspiele. Im Juli 2016 wurde er an den Drittligisten Grulla Morioka (heute: Iwate Grulla Morioka) ausgeliehen. Für den Verein stand er 15-mal auf dem Spielfeld. 2017 kehrte er zu Yokohama FC zurück. 2019 wechselte er nach Morioka zum Drittligisten Iwate Grulla Morioka. Ende der Saison 2021 feierte er mit Iwate die Vizemeisterschaft und den Aufstieg in die zweite Liga. Nach nur einer Saison in der zweiten Liga musste er mit dem Verein am Ende der Spielzeit als Tabellenletzter wieder in die dritte Liga absteigen. Nach dem Abstieg verließ er den Verein und schloss sich zu Beginn der Saison 2023 dem Viertligisten Criacao Shinjuku an.

## Erfolge
Iwate Grulla Morioka
- Japanischer Drittligavizemeister: 2021  ▲